# Dumbrava (okręg Vâlcea)
Dumbrava – wieś w Rumunii, w okręgu Vâlcea, w gminie Lungești. W 2011 roku liczyła 212 mieszkańców.